# Майзель, Эдмунд
Эдмунд Майзель (нем. Edmund Meisel; 14 августа 1894, Вена, — 14 ноября 1930, Берлин) — австрийский и немецкий композитор и дирижёр.

## Биография
Эдмунд Майзель родился в Вене в семье кондитера-еврея Абрахама Майзеля и пианистки Евгении Херцбрун, незадолго до его рождения переехавших в Вену из Кошице. Десятью годами позже родители переселились в Берлин, где Майзель получил музыкальное образование, изучая композицию у Роберта Кляйна и Пауля Эртеля, игру на скрипке по классу Джона Петерсена и фортепиано по классу Биргера Хаммера. С 1912 года как скрипач он играл в различных оркестрах, в том числе в Берлинском филармоническом и в Блютнер-оркестре, с 1918 года выступал в качестве концертного и оперного дирижёра.
В 1924 году Майзель сблизился с Эрвином Пискатором и написал музыку — интерлюдии и песенки — к его политическому обозрению «Красный балаган» (Revue Roter Rummel), приуроченному к выборам в рейхстаг. После успешного первого опыта Майзель стал постоянным композитором политического театра Пискатора. Одновременно сотрудничал и с другими театральными режиссёрами, в частности, написал музыку к спектаклю Эриха Энгеля «Человек есть человек» по пьесе Бертольта Брехта.
В конце 1925 года Майзель написал музыку к предназначенной для европейского проката версии фильма Сергея Эйзенштейна «Броненосец „Потёмкин“». В свою музыку, насыщенную симфоническим развитием, Майзель включил и разнообразные шумы, таким образом ему удалось привести шумы к некоему ритмическому единству и обогатить звуковую ткань немого кинофильма. Позже для своих экспериментов Майзель сконструировал специальную «шумовую машину», и в 1928 году записал первую «шумовую пластинку».
Эйзенштейна, присутствовавшего на европейской премьере его фильма в январе 1926 года в Берлине, по свидетельству очевидцев, музыка Майзеля поразила, он предложил композитору написать саундтрек и для его следующего фильма — «Октябрь». Однако в Москве партитуру Майзеля сочли слишком авангардистской, и в СССР «Октябрь» вышел на экраны с другим саундтреком; музыкой Майзеля была озвучена укороченная примерно на полчаса версия фильма, предназначенная для проката за рубежом. Во время посещения Эйзенштейна в Москве в ноябре 1927 года Майзель получил предложение написать музыку и к фильму «Генеральная линия» (совместной работе Эйзенштейна и Г. Александрова); задуманный ещё в 1926 году, фильм был закончен лишь в 1929-м. Но эта совместная работа, длившаяся два года, так и не была завершена, и сотрудничество Майзеля с Эйзенштейном на ней закончилось.
Во время своего пребывания в Лондоне в 1929 году, где он работал над постсинхронизацией «Генеральной линии», Майзель написал музыку к англо-немецкому фильму «Красный круг» Фридриха Цельника. В одной из статей в «Cinema News» он описывал работу над собственным сценарием, предназначенным для звукового фильма — «Лондонская симфония»; но этот проект не был реализован, а от сценария сохранились лишь фрагменты.
Майзель опубликовал ряд теоретических статей о музыке к кинофильмам в различных периодических изданиях Берлина («Film-Kurier» и «Melos») и Лондона, успел написать музыку ещё к пяти кинофильмам советских и немецких режиссёров. Он умер в возрасте 36 лет от осложнений после операции по удалению аппендикса.

## Семья
- Жена (с 1924 года) — Эльза Петерс.

Племянницы (дочери его брата Эрнеста Майзеля):
- Немецкая антифашистка и журналистка Хильде Майзель (Hilde Meisel, 1914—1945).[14][15]
- Литературовед Марго Фюрст (нем. Margot Fürst, 1912—2003), жена писателя Макса Фюрста, личный секретарь Ханса Литтена.[16]

## Творчество
Как отмечают специалисты, идеальной кинематографичности своей музыки Майзель был обязан и успехом, и забвением: без фильмов, для которых она писалась, эту музыку исполнять сложно. В последние годы её возрождают вместе с кинофильмами: так, в 2005 году была восстановлена авторская версия «Броненосца „Потёмкина“» и озвучена музыкой Майзеля, а в 2011 году, в результате 5-летней совместной работы немецких и российских организаций, была восстановлена и оригинальная версия «Октября» — с музыкой Майзеля.

### Музыка к спектаклям
- 1924 — «Обозрение Красный балаган» (Revue Roter Rummel, или RRR) Ф. Гасбарры. Постановка Э. Пискатора (Центральный театр (Central Theater))
- 1925 — «Вопрки всему» (Trotz Alledem) Ф. Гасбарры. Постановка Э. Пискатора (Шаушпильхауз, Берлин)
- 1926 — «Разбойники» Ф. Шиллера. Постановка Э. Пискатора (Государственный театр)
- 1927 — «Гоп-ля, мы живем!» Э. Толлера. Постановка Э. Пискатора (Театр Пискатора на Ноллендорфплатц)
- 1928 — «Человек есть человек» Б. Брехта. Постановка Э. Энгеля («Фолькобюне», Берлин)
- 1928 — «Похождения бравого солдата Швейка» Я. Гашека, инсценировка Б. Брехта. Постановка Э. Пискатора (Театр Пискатора на Ноллендорфплатц)
- 1930 — «Слуга императора» (Des Kaisers Kulis), по роману Т. Пливьера. Постановка Э. Пискатора (Театр Пискатора — Лессинг-театр, Берлин)

### Музыка к кинофильмам
- 1926 — Броненосец «Потёмкин» (режиссёр Сергей Эйзенштейн)
- 1926 — Лишние люди / Überflüssige Menschen (режиссёр Александр Разумный)
- 1926 — Священная гора / Der heilige Berg (режиссёр Арнольд Франк)
- 1927 — Берлин — симфония большого города / Berlin — Die Sinfonie der Grosstadt (режиссёр Вальтер Руттман)
- 1928 — Звучащая волна / Tönende Welle (режиссёр Вальтер Руттман)
- 1928 — Октябрь (режиссёр Сергей Эйзенштейн)
- 1929 — Красный круг / Der rote Kreis (режиссёр Фридрих Цельник)
- 1930 — Голубой экспресс (режиссёр Илья Трауберг)